# Wop (歌曲)
〈Wop〉是J·達什與流行饒舌歌手佛羅·里達合作的歌曲。 該歌曲於2007年首次錄製，於2011年發行，並作為J·達什於2012年發行的專輯 Tabloid Truth 的主打單曲。
專輯發行後，《Wop》在告示牌熱門 R&B/Hip-Hop 歌曲排行榜上成為較小的熱門，但在2013年3月，美國流行歌手麥莉·希拉發布了一段自己隨著這首歌扭臀的網絡爆紅短片，再次引起了關注。該影片的受歡迎程度以及粉絲的模仿和回應，對於歌曲在2013年3月重新登上告示牌百大單曲榜排行榜產生了影響，在Hot 100中最高排名第51，在熱門R&B/Hip-Hop歌曲榜中排名第14。

## 背景
《Wop》是J·達什和他的朋友們在夜總會跳的一種嘻哈舞蹈的名稱。這首歌是在他感覺到他們「錯過了與我們腳步相伴的音樂」之後創作的。

## 音樂錄影帶
《Wop》的官方音樂影片於2011年1月在YouTube上發布。影片在邁阿密海灘拍攝，饒舌歌手佛羅·里達在影片中客串，並為這首歌提供了額外的歌詞。這兩位藝術家對一起表演並不陌生。J·達什回憶起一個例子，當里克·羅斯在蓋恩斯維爾演出時，他們都是為他開場的藝術家之一。

## 榜單表現
| 榜單 (2013-14年)                     | 最高排名 |
| ------------------------------------ | -------- |
| 美國 (Billboard Hot 100)             | 51       |
| 美國 Hot R&B/Hip-Hop Songs（告示牌） | 14       |
| 美國 Hot Rap Songs（告示牌）         | 11       |

## 外部連結
- YouTube上的官方視頻